# Daan van Dijk

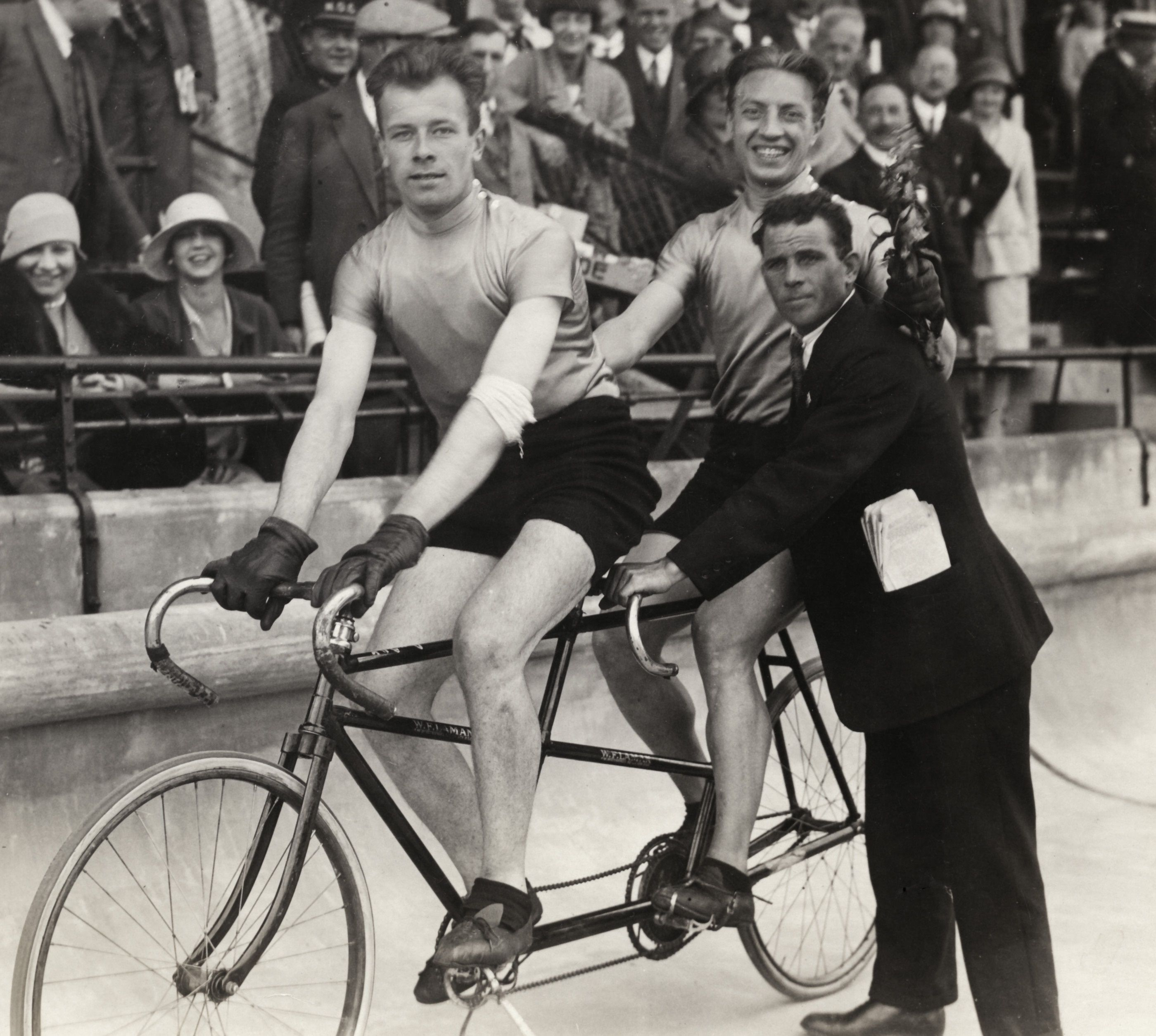
Daan van Dijk en Bernard Leene (1928)

Daniël (Daan) van Dijk (Den Haag, 10 mei 1907 — aldaar, 22 november 1986) was een Nederlands wielrenner.

## Carrière
Zijn meest aansprekende resultaat haalde hij in 1928. Samen met Bernard Leene won hij goud op het onderdeel tandem tijdens de Olympische Spelen in Amsterdam. 
Toen in 1937 zijn eerste kind geboren werd, beëindigde Van Dijk zijn actieve carrière. Wel bleef hij bij de wielersport betrokken als jurylid. De fiets waarop hij en Leene olympisch kampioen werden kwam hem goed van pas tijdens de Tweede Wereldoorlog. Met zijn vrouw reed hij er regelmatig op naar het Westland om eten te bemachtigen. Eén keer werden ze op zo'n tocht aangehouden door een Duitse soldaat, maar zij zetten een sprint in en wisten aan hem te ontsnappen. De tandem was te bewonderen in het Nederlands Sportmuseum Olympion in het Olympisch Stadion.
Na zijn dood werd een straat naar Van Dijk genoemd in Amsterdam-Noord, het Daan van Dijkpad. Sinds 2015 kent ook Den Haag een Daan van Dijkpad. Tilburg krijgt een Daan van Dijkhof in 2018 in de nieuwbouwwijk "Willemsbuiten" met allemaal straatnamen die verwijzen naar Olympische sporters.
1908: André Auffray & Maurice Schilles ·
1920: Thomas Lance & Harry Ryan ·
1924: Jean Cugnot & Lucien Choury ·
1928: Daan van Dijk & Bernard Leene ·
1932: Louis Chaillot & Maurice Perrin ·
1936: Carl Lorenz & Ernst Ihbe ·
1948: Renato Perona & Ferdinando Terruzzi ·
1952: Russell Mockridge & Lionel Cox ·
1956: Anthony Marchant & Ian Browne ·
1960: Giuseppe Beghetto & Sergio Bianchetto ·
1964: Sergio Bianchetto & Angelo Damiano ·
1968: Pierre Trentin & Daniel Morelon ·
1972: Igor Zjelovalnikov & Vladimir Semenets